# Junellia cedroides
Junellia cedroides là một loài thực vật có hoa trong họ Cỏ roi ngựa. Loài này được (Sandwith) Moldenke mô tả khoa học đầu tiên năm 1940.